# Il labirinto della mezzanotte
Il labirinto della mezzanotte è l'undicesimo libro della serie HorrorLand, scritta dall'autore statunitense Robert Lawrence Stine.

## Trama
Sedici ragazzini sono stati invitati in un parco: "il Paese degli Orrori, Horrorland" dopo vicende si trovano in un labirinto in cui ci sono tutti i nemici che i ragazzini avevano affrontato nei libri precedenti.

## Edizioni
- R. L. Stine, Il labirinto della mezzanotte, collana Horrorland, Arnoldo Mondadori Editore, 2010.